# Live at Blondie
Live at Blondie es el primer álbum en vivo de la banda chilena de extreme groove metal Sobernot, grabado en la discoteque Blondie en Santiago de Chile, el 7 de septiembre de 2019 en el marco del festival "Thrash Old True"; compartiendo escenario con Exodus, Hirax y At War. Lanzado el 17 de diciembre de ese mismo año. El repertorio proviene de su álbum Silent Conspiracy y su EP Aurt.

## Listado de pistas
1. «Intro» (1:39)
2. «The Second Coming» (4:10)
3. «Let Them Starve» (4:28)
4. «Cold Bitch» (3:45)
5. «Dead Space» (3:07)
6. «Vermis» (5:32)

## Intérpretes
- César Vigouroux	– Voz
- Pablo La'Ronde	– Guitarras
- Joaquín Quezada	– Bajo
- Piero Ramírez	– Batería